# Campfire Songs
Campfire Songs è l'unico album del gruppo musicale statunitense omonimo, pubblicato nel marzo 2003. Si tratta di un'opera collaborativa eseguita da Dave Portner, Noah Lennox e Josh Dibb, successivamente classificata (in modo retroattivo) come terzo album in studio dalla pop band sperimentale Animal Collective.
L'album comprende cinque brani singoli riprodotti in successione e registrati in un'unica ripresa. Nonostante fosse la metà di novembre, e quindi in un periodo freddo, la registrazione venne fatta in una veranda all'aperto nel Maryland, usando tre lettori MiniDisc Sony con microfoni Sony ECM-MS907 posizionati strategicamente intorno alla band. Il suono ambientale proveniente dall'area circostante è stato registrato anche nel gennaio 2002 e aggiunto in seguito a Queen in My Pictures e Moo Rah Rah Rain. L'album fu mixato nell'appartamento di Avey Tare a Bushwick e successivamente venne masterizzato con Nicolas Vernhes alla Rare Book Room.
Una sessione di registrazione annullata per l'album si svolse nel dicembre 1999 e includeva il brano Bleak Midwinter, che non è incluso nella tracklist finale. È stato presentato in anteprima sul programma radiofonico di Geologist The O'Brien System nel 2018.

## Tracce
1. Queen In My Pictures – 9:58
2. Doggy – 4:39
3. Two Corvettes – 4:58
4. Moo Rah Rah Rain – 11:01
5. De Soto de Son – 11:34

## Formazione
- Avey Tare (Sia)
- Panda Bear (Doon)
- Deakin (Sweet James)